# Оберајхенбах (Шварцвалд)
Оберајхенбах (њем. Oberreichenbach) општина је у њемачкој савезној држави Баден-Виртемберг. Једно је од 25 општинских средишта округа Калв. Према процјени из 2010. у општини је живјело 2.857 становника. Посједује регионалну шифру (AGS) 8235055.

## Географски и демографски подаци
Оберајхенбах се налази у савезној држави Баден-Виртемберг у округу Калв. Општина се налази на надморској висини од 588-745 метара. Површина општине износи 36,0 km². У самом мјесту је, према процјени из 2010. године, живјело 2.857 становника. Просјечна густина становништва износи 79 становника/km².